# 大衆の狂気 ジェンダー・人種・アイデンティティ
『大衆の狂気 ジェンダー・人種・アイデンティティ』（The Madness of Crowds: Gender, Race and Identity）は、イギリスの保守系ジャーナリスト・政治コメンテーターのダグラス・マレーの2019年の著書である。イギリスでは2019年9月に出版された。

## 題目
本書は性的指向、フェミニズム、人種、トランスアイデンティティの問題を検証し、社会正義、アイデンティティ政治、インターセクショナリティの名の下に職場、大学、学校、家庭で繰り広げられる新たな文化戦争について論じられている。マレーはこの本を「ゲイ」「女性」「人種」「トランスジェンダー」の4つのアイデンティティ・グループのテーマごとに章に分け、それぞれに対する現代の姿勢が被害者意識とポリティカル・コレクトネスの悪影響によって歪められていると主張している。
本書でマレーが文化的な変化として捉えているものは、既存の宗教や政治的イデオロギーの様式から離れ、様々な形の被害者意識が社会的地位の指標となる社会への移行であるとしている。本書はLGBTのアイデンティティ、フェミニズム、人種政策など様々な形のアイデンティティ政治を扱うセクションに分けられている。マレーはフランスの哲学者のミシェル・フーコーの仕事を社会を権力関係のシステムに還元したものとして批判している。

## 評価
『大衆の狂気』は批評家から様々な反応を受けた。『デイリー・テレグラフ』のティム・スタンリーは本書を称賛し、マレーを「ソーシャル・ジャスティス・ウォリアーの時代を見事に洞察したガイド」と評した。『イブニング・スタンダード』のケイティ・ロウはマレーを「ウィットと勇気をもって、別の必要かつ挑発的な主題に取り組んだ」と評した。『フィナンシャル・タイムズ』のエリック・カウフマンは「左翼モダニズム信仰の行き過ぎを暴くという大きな役割を果たしている」と評した。
一方で『ガーディアン』のウィリアム・デイヴィスはこの本を「抑圧に盲目的な右翼の挑発者の奇妙な空想」と評し、非常に批判的であった。デイヴィスは特にミシェル・フーコーやジュディス・バトラーのような思想家に代表される社会科学がマルクス主義の影響によって支配されるようになったというマレーの考え方に懐疑的であり、彼が権威主義的なハンガリー首相のオルバーン・ヴィクトルを称賛しながらリベラル的価値観を擁護するという皮肉を指摘した。『タイムズ文芸付録』でテリー・イーグルトンはこの本の極論を「上流階級のならず者がオックスフォードのレストランを潰すというレンズを通してほぼ全面的に捉える保守主義の歴史」と例えて批判した。
マイケル・レイヴァーは『ソサエティ』誌上にてこの本を、旧世代のリベラルな思想家たちが彼らに取って代わりつつある新世代の思想家に対して持っている不満の羅列とみており、レイヴァーはその過程を自然なものであると考えている。レイヴァーは不寛容の高まりは左派や右派の思想によるものではなく、インターネットという空間によるものであると考えている。レイヴァーはその理由を探ることを怠ったマレーを批判し、「もちろん問題なのは、相手を『狂っている』『悪い』『錯乱している』と決めつけることは相手を理解する努力の放棄を意味するということだ。そして自分の意見に反対する人々を理解する努力の放棄は議論での敗北を意味する」と書いた。